# Perlesta nelsoni
Perlesta nelsoni är en bäcksländeart som beskrevs av Bill P.Stark 1989. Perlesta nelsoni ingår i släktet Perlesta och familjen jättebäcksländor. Inga underarter finns listade i Catalogue of Life.